# Церква Введення в храм Пресвятої Богородиці (Косів, ПЦУ)
Церква Введення в храм Пресвятої Богородиці в Косові — парафія і храм православної громади Чортківського деканату Тернопільсько-Теребовлянської єпархії Православної церкви України в селі Косів Чортківського району Тернопільської области.

## Історія
Історія церкви святої Параскеви в Хом'яківці
До будівництва нинішнього храму в Хом'яківці стояла дерев'яна церква з іконостасом, виготовленим маляром та різьбярем Іваном Рунькою. У 1812 році збудували новий храм і освятили його на честь святої Параскеви.
У 1960 році церкву закрили на 28 років. Перша літургія після відновлення богослужінь у 1988 році була відправлена священниками Михайлом Левковичем та Богданом Єдинаком. Того ж дня на церковному подвір'ї встановили пам'ятний хрест на честь відкриття храму та 1000-ліття хрещення Руси-України. У цьому ж році уродженець села Ігор Федорків розписав храм. На Горному місці в святині зберігається старовинний образ Розп'яття Ісуса Христа.
Новітня історія та перехід до ПЦУ
У 1996 році на церковному подвір'ї збудували каплицю на честь проповідника Онуфрія Великого. У 2008 році встановили дерев'яний хрест з нагоди 1020-ліття хрещення Руси-України та візиту до України Вселенського Патріарха Варфоломія I.
У 2009 році єпископ Тернопільський і Теребовлянський Павло освятив новий престол. Того ж року на околиці села збудували каплицю Успіння Пресвятої Богородиці та оновили іконостас.
Свій 200-річний ювілей церква відсвяткувала у 2012 році.
15 грудня 2018 року храм і парафія перейшли до ПЦУ.

## Парохи
- о. Віктор Чаплинський
- о. Михайло Левкович
- о. Богдан Єдинак (від 1985 донині)